# Islamisches Zentrum Wien

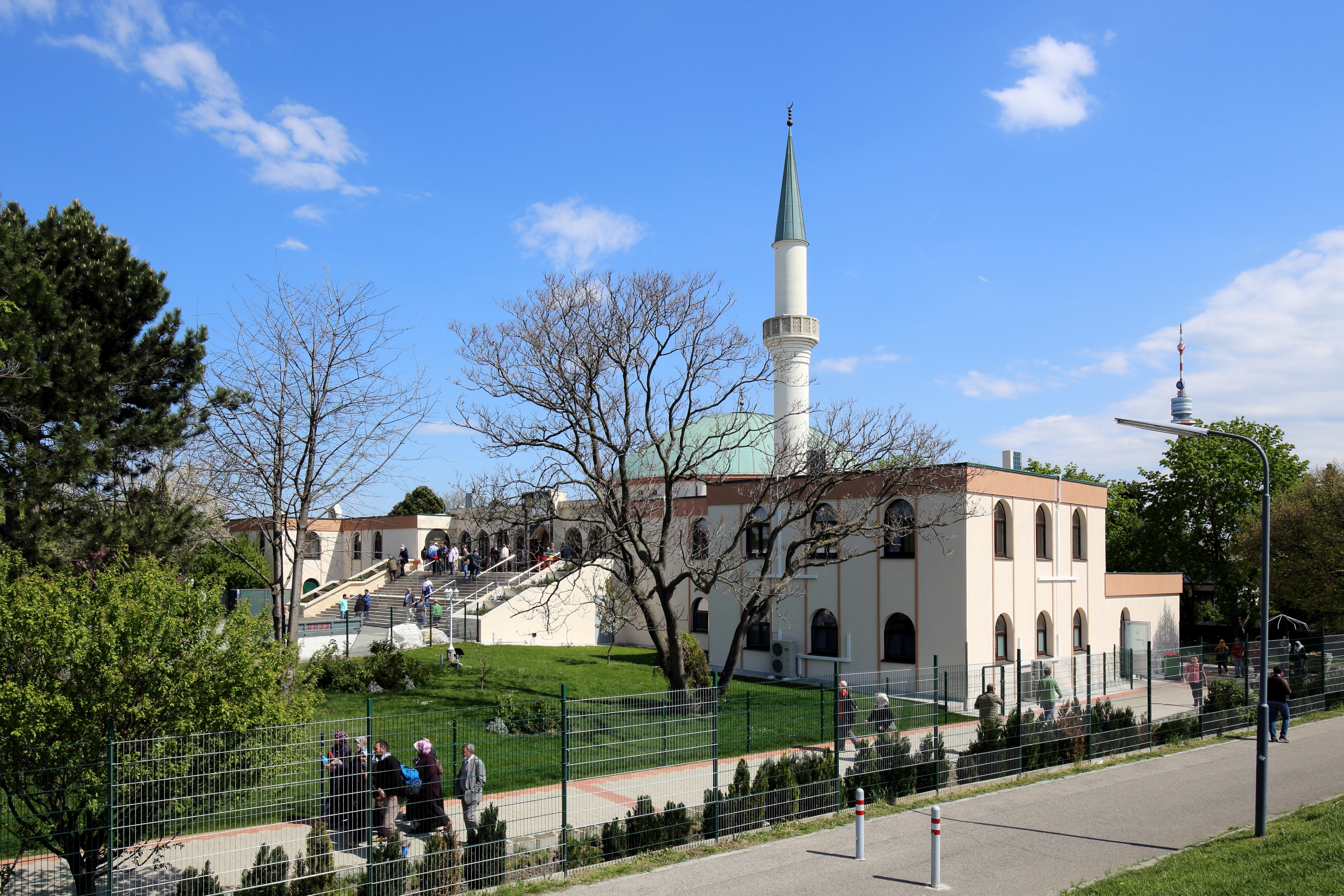
Islamisches Zentrum Wien im 21. Bezirk

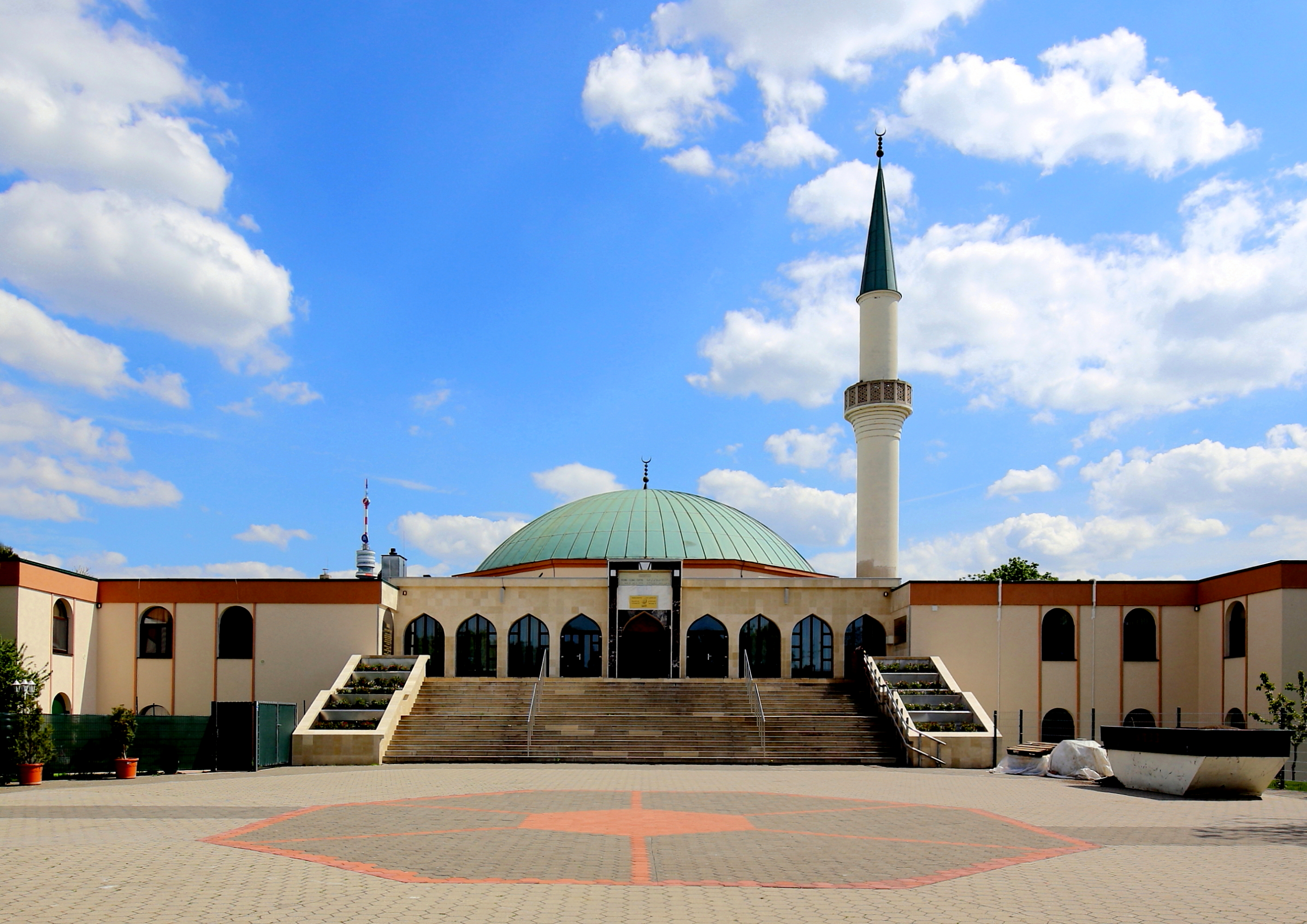
Hauptportal des Zentrums

Das Islamische Zentrum Wien ist eine Moschee im 21. Wiener Gemeindebezirk Floridsdorf in der Siedlung Bruckhaufen an der Adresse Am Bruckhaufen 3. Es ist der erste erfolgreiche Bau einer repräsentativen Moschee in Österreich. Allerdings gab es bereits während des Habsburgerreichs sowie in der Zwischenkriegszeit aber auch in der frühen Nachkriegszeit Moscheebauprojekte, die jedoch aus verschiedenen sozioökonomischen und politischen Gründen scheiterten. Der letzte gescheiterte Versuch beabsichtigte im Jahr 1949, für die damals rund 1.600 in Österreich lebenden Muslime eine Moschee zu bauen, wobei sich Ägypten an den geschätzten Baukosten mit einem Betrag in der Höhe von 8.000.000 S (entspricht heute etwa 30.400.000 EUR) beteiligen wollte. Der Baubeginn war für 1950 geplant.

## Moschee
Die Moschee wurde von 1975 bis 1979 von Baumeister Richard Lugner im Auftrag des saudi-arabischen Königs Faisal ibn Abd al-Aziz gebaut. Das Minarett ist 32 Meter hoch, der Durchmesser der Kuppel beträgt 20 Meter. Angeschlossen an das Zentrum sind Einrichtungen zur Pflege der islamischen Kultur. Die Moschee wurde teilweise durch Spenden finanziert, die Muslime in der Zwischenkriegszeit in Wien für den Bau einer repräsentativen Moschee gesammelt hatten. Dieser Moscheebauversuch scheiterte zwar, jedoch floss das damals gesammelte Geld in das Islamische Zentrum Wien.
Das Islamische Zentrum wurde am 20. November 1979 in Anwesenheit des damaligen österreichischen Bundespräsidenten Rudolf Kirchschläger eröffnet.
Der Direktor des islamischen Zentrums ist Angehöriger der Saudi-Arabischen Botschaft in Wien. Das islamische Zentrum wird über die Islamische Weltliga (Muslim World League) erhalten, welche vorwiegend vom Königreich Saudi-Arabien finanziert wird.
Während der Fachtagung „Das Unbehagen mit der Religion“ des Instituts für Religiosität in Psychiatrie & Psychotherapie hielt am 18. Juni 2011 mit Gregor Henckel-Donnersmarck erstmals ein hoher katholischer Würdenträger einen Vortrag in der Wiener Moschee.

## Bildgalerie

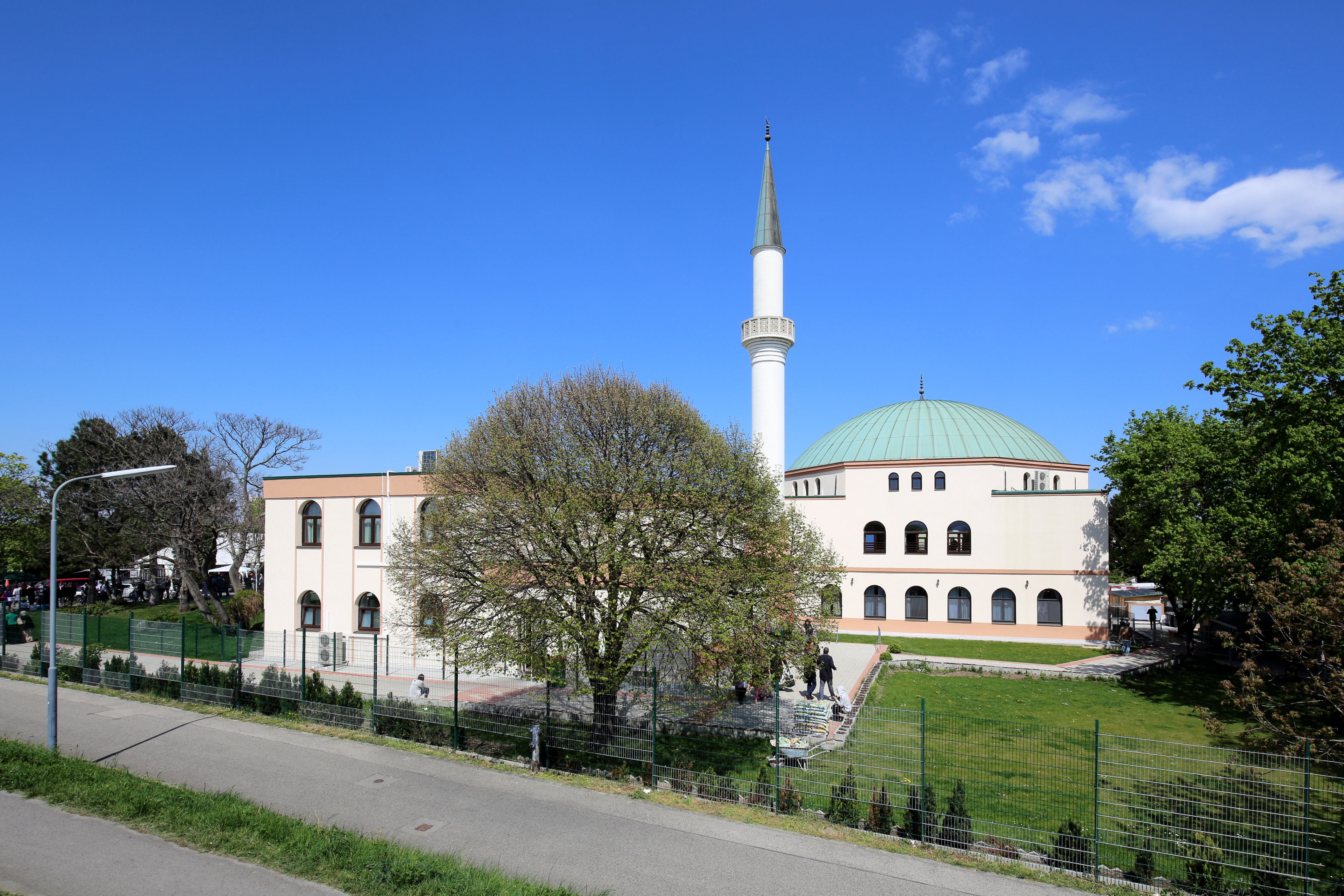
Südwestansicht des Zentrums
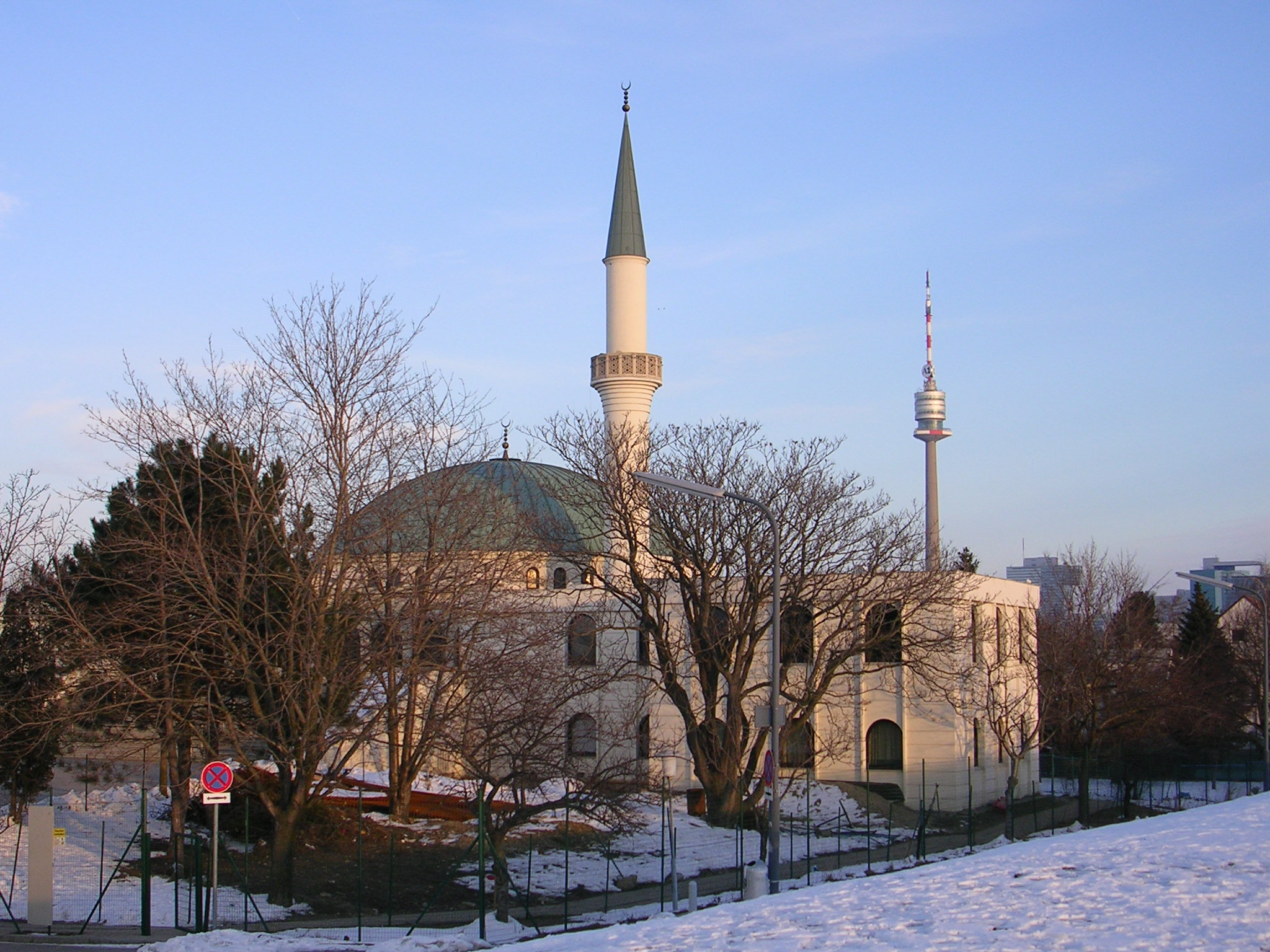
Westansicht des Zentrums
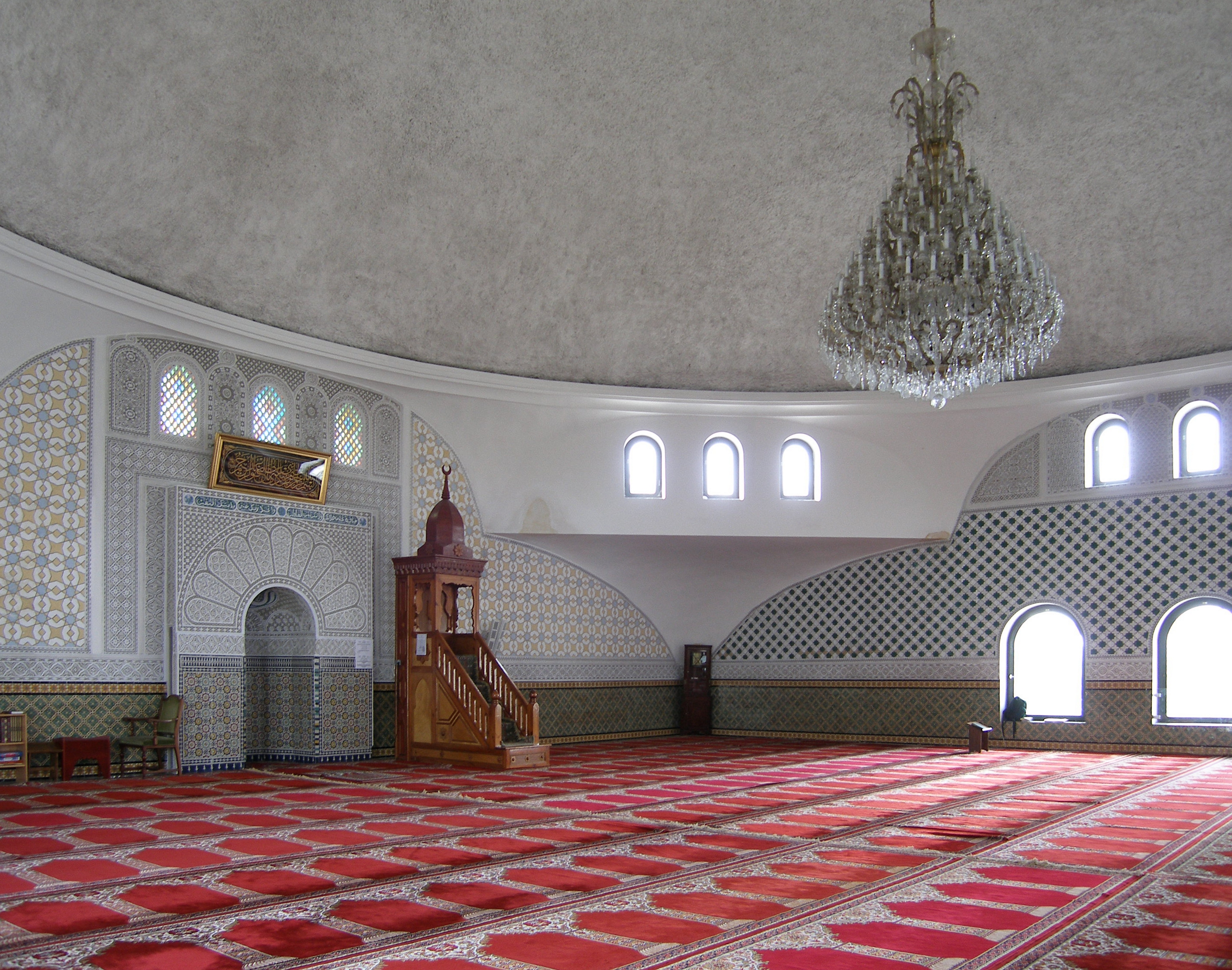
Großer Gebetsraum der Moschee
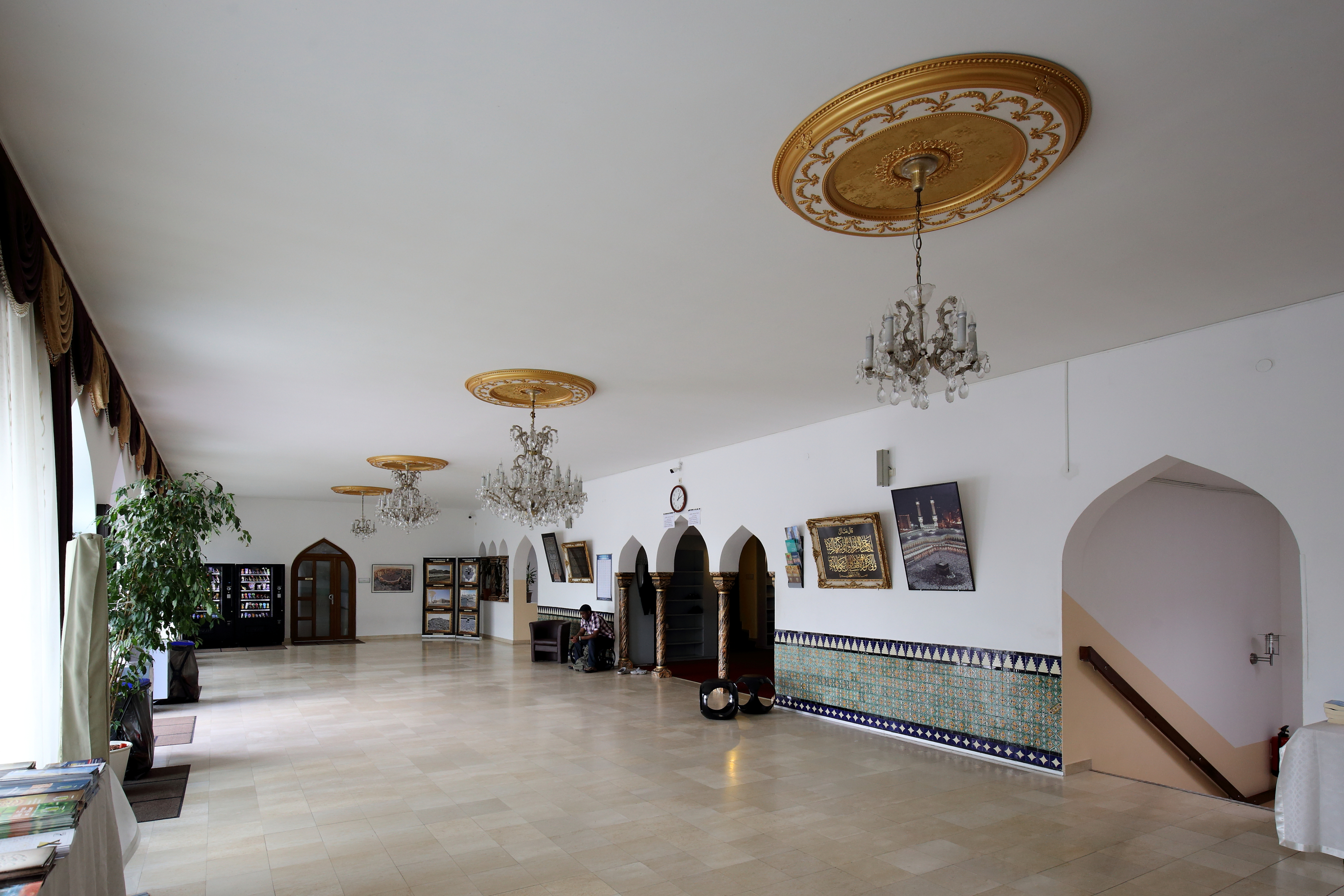
Vorhalle der Moschee
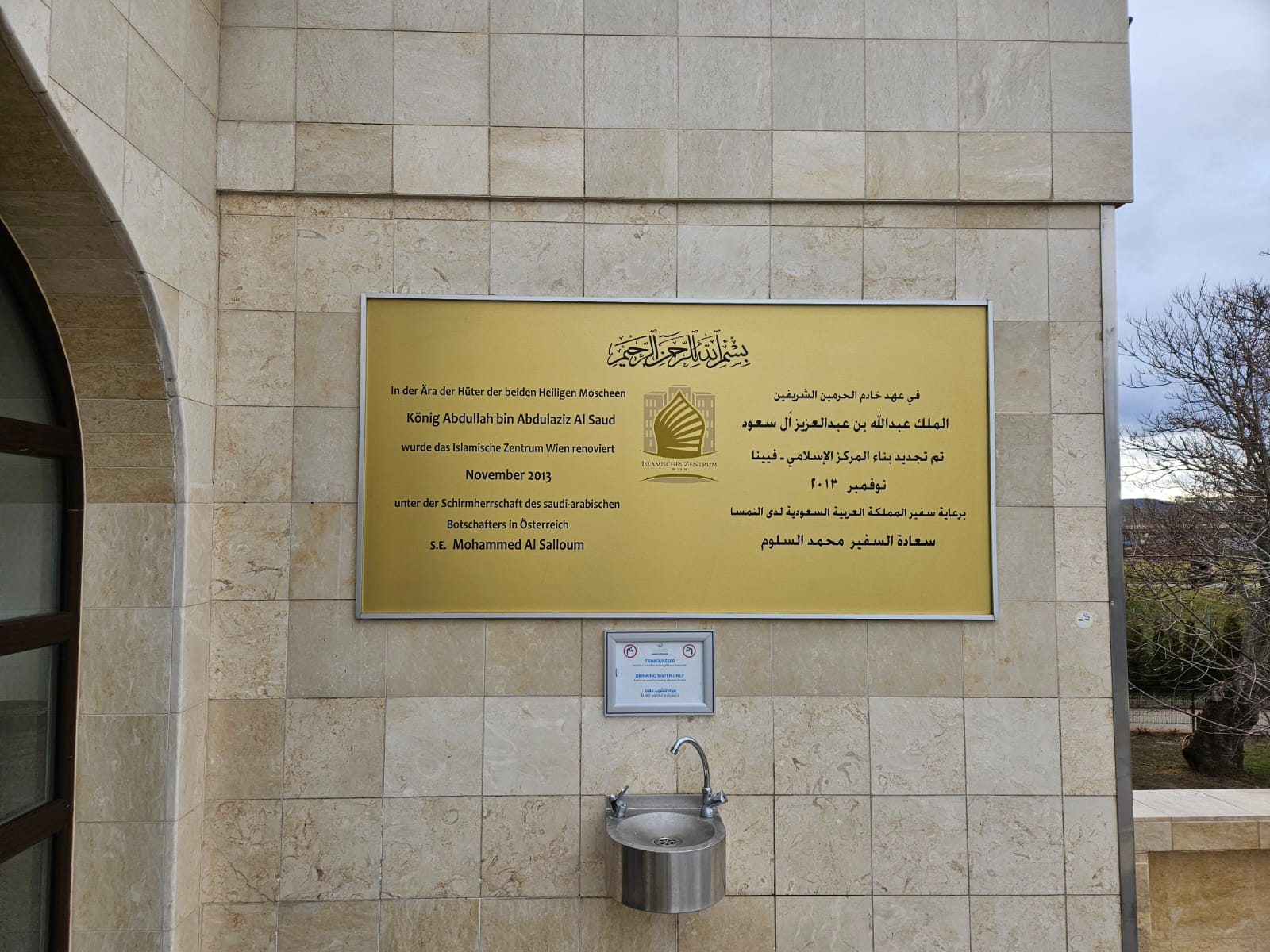
Tafel der Renovierung (Jahr 2013) beim Eingang zur Vorhalle